# Josip Jurčič
Josip Jurčič (ur. 4 marca 1844, zm. 3 maja 1881) – słoweński pisarz i dziennikarz.

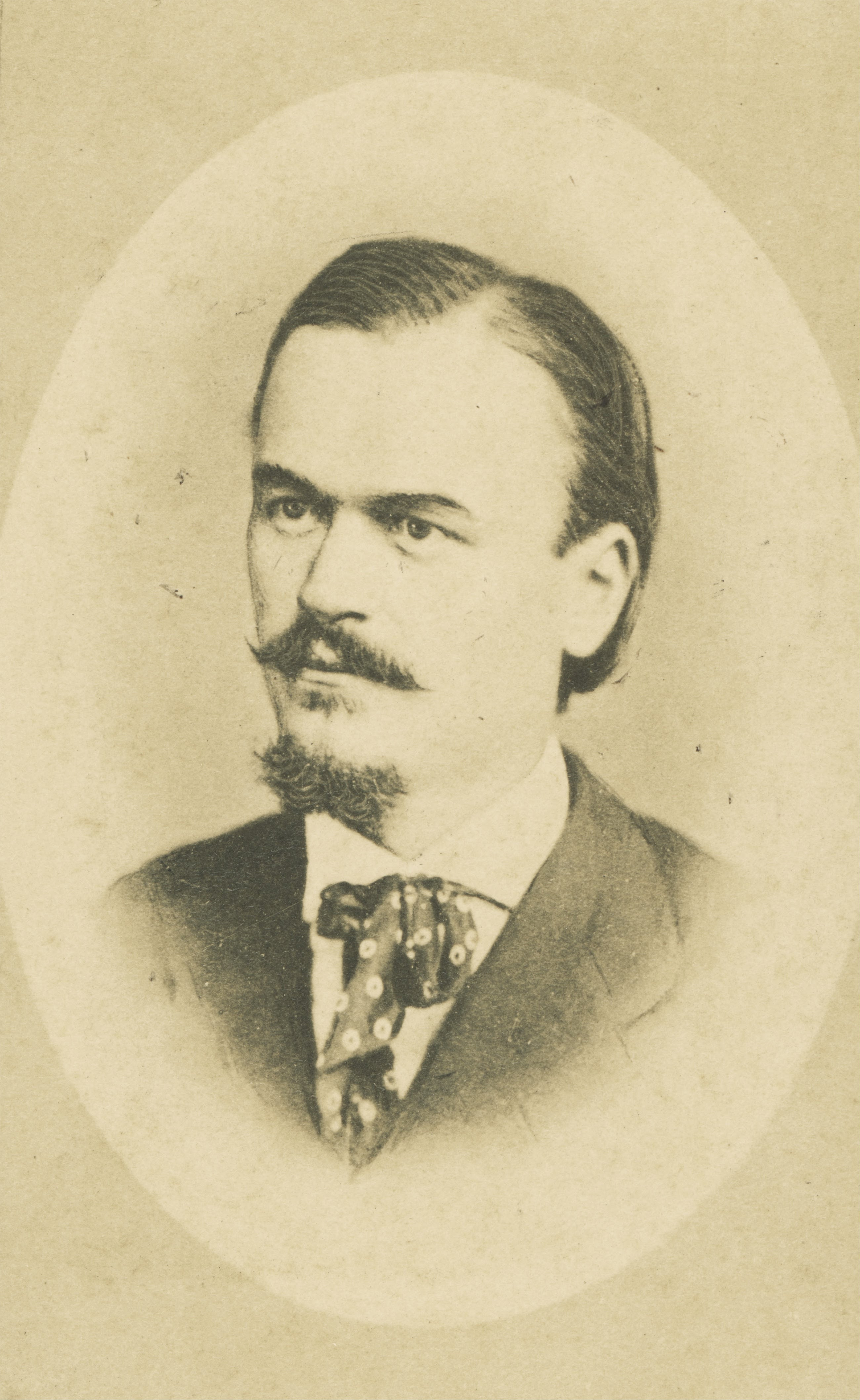

## Życiorys
Urodził się w roku 1844 w Muljavie, jako syn dorożkarza i komornika. Na jego dzieciństwo miały wpływ opowieści dziadka, które roku 1863 zebrał i opublikował w tomiku Wspomnienia dziadka (Spomini na deda). Gimnazjum skończył w Lublanie. Już w wieku 17 lat opublikował swoje pierwsze opowiadanie Pripovedka o beli kači (1861). W roku 1864 ukazała się jego opowiadanie historyczne Jurij Kozjak (Jerzy Kozjak) i opowiadanie Jesenska noč med slovenskimi polharji, a także Slovenski oglasnik oraz opowiadanie Domen. W 1865 r. wydano opowiadanie Jurij Kobila.
Po ukończeniu gimnazjum przeniósł się do Wiednia, gdzie studiował slawistykę i filologię klasyczną. W zbiorze Cvetje iz domačh in tujih logov zamieścił także powieść Deseti brat, który uznawany jest za pierwszą słoweńską powieść. W wieku 23 lat z powodu braku pieniędzy opuścił studia, a w roku 1868 wspólnie z Josipem Stritarem i Franem Levstikiem wydał tom Mladika, w którym umieścił opowiadanie Sosedov sin.
W Mariborze pracował jako pomocnik głównego redaktora czasopisma Slovenski narod, a dwa lata później został jego redaktorem naczelnym i przeniósł się do Lublany. W roku 1872 opublikował znaną krótką przypowieść Telečja pečenka. Kilka lat później wydał powieści Doktor Zober, Med dvema stoloma, Lepa Vida i Cvet in sad oraz tragedię Tugomer, którą wydał Fran Levstik.
Po dwóch latach leczenia choroby płuc zmarł w Lublanie. Na jego pamiątkę jeden z placów w stolicy został nazwany od jego imienia (Jurčičev trg).

## Lata młodzieńcze, początki i źródło inspiracji
Jurčič urodził się we wsi Muljava. Lubił wiejskie życie. Słuchał opowieści mieszkańców, ludowych opowiadań i w ten sposób rozwijała się jego miłość do ludowego dziedzictwa, wyobraźnia i miłość do prostych wiejskich ludzi, między którymi znajdował się i on sam. Dużą w tym zakresie zasługą odznacza się także jego dziadek, którego opowieści opisał w książce Spomini na deda. Jurčič czerpał tematykę do swoich dzieł ze swojego wiejskiego otoczenia. Historie są proste, obracające się wokół problemów i zabawnych zdarzeń małego człowieka pochodzącego z przestrzeni wiejskiej.

## Początki pisania
Josip Jurčič wydał swoją pierwszą książkę Pripovedke o beli kači już w wieku lat 17 w 1861 r. Wkrótce okazało się, że bardzo dobrze nadaje się do zawodu pisarza. Najciekawsze jego opowiadania to:
- o bratih, ki so »hudiču služili« (O braciach, którzy służyli diabłu)
- o pogumni deklici, ki je pobila »dvanajst psoglavcev« (O śmiałej dziewce, która pobiła dwunastu wilkołaków)
- o kraljeviču Marku, ki je »moč zadobil« (O królewiczu Marku, który zyskał siłę)
- o bratu, ki ga je sestra hotela umoriti, ker je imela raje razbojnika (O bracie, którego chciała zabić siostra, bo bardziej kochała rozbójnika)
- »lažnivka« o treh bratih, ki so velikana za ogenj prosili (Kłamstwo o trzech braciach którzy prosili olbrzyma o ogień)

We Wspomnieniach dziadka (Spomini na deda) najciekawsze są śmieszne historie o Załatanej Wiśniowej Górze (Višnja Gora-miejscowość leżąca obok rodzinnej wsi Jurčiča) i o Roztarganym Žužemberku, a także opowieści o cudownej jamie (Čudežna jama) i o królu Matjažu (Kralj Matjaž). Osobno wydał tomik Pozimski večer na slovenski preji.

## Jurčič i literatura młodzieżowa
Znaczące w twórczości Jurčia jest wprowadzanie w jego dziełach formy dialogu. W swoich książkach opowiada historie wiejskich ludzi. Dzięki ciekawej i zabawnej fabule i przygodach głównych bohaterów, w zakres literatury młodzieżowej zalicza się humoreski: Vrban Smukova ženitev (1865), a przede wszystkim Kozlovska sodba v Višnji Gori (1867).
Zaczerpnięta jest ona z przypowieści o „bystrości rozumu” mieszkańców Wiśniowej Góry, która przedstawia obraz ludzkiej głupoty. Jest to jeszcze ciekawsze, ponieważ owa głupota jest ukazana w książce jako jedyna mądrość, dzięki komicznym dialogom, wyolbrzymiania i dramatyzowania z powodu kapusty i kozła, które śledził biedak dla swojego żołądka. Autor za pomocą imion własnych i dokładnych opisów ubrań, pragnie jak najlepiej przybliżyć postaci głównych bohaterów.

## Dzieła przetłumaczone na język polski
Josip Jurčič, Jerzy Kozjak: janczar słoweński: powieść historyczna z XV wieku, Londyn: Veritas, 1960.